# Vladimir F. Niculescu
Vladimir Florin Niculescu (n. 1942, București, Regatul României) este un biolog german de origine română specializat în biologie celulară (îndeosebi biologia unicelularelor și a celulelor canceroase), microbiologie și virusologie. Este membru al portalelor științifice internaționale Researchgate și Academia.edu⁠(d), cu numeroase publicații în domeniile sale de activitate.
Este născut la București la 30 martie 1942. Părinții sunt Ion Sp. Niculescu din Vălenii de Munte și Constanța Olga (n. Besnea) din Constanța, nepoată a profesorului universitar Dr. Ștefan Besnea, șef de catedră la Facultatea de Medicină din București (1923-1940). 

## Educație
Începe școala elementară în 1948 la București (școala Clemența). Este coleg cu Niki Tanașoca (viitor istoric), Șerban Cantacuzino (actor) și Gheorghe Balaban (pianist). În 1952 intră la Liceul D. Cantemir unde are colegi pe Ștefan Berindei, Ștefan Dodo Cruceanu, Popescu-Oase, Toni Manolescu, Mihai Bana, Iulian Petrescu, Dimi Florescu, Doru Dabuleanu și mulți alții. Are norocul să fie educat de excelenți pedagogi ca Michetta Danielopol (învățătoare), Robert Cantar (istorie), Alexandru Roșu și Alexandru Sotiriu (ambii matematică), Constantin Manolescu (română) și I.C.Petricu (biologie). Dă examenul de maturitate (bacalaureat) în anul 1959.

### Studii universitare și începuturile activității științifice
Intră prin examen de admitere în anul 1959 la Facultatea de Biologie, Secția Zoologie, Universitatea din București unde este  deosebit de impresionat de profesorii Radu Codreanu (nevertebrate), Zarnea (Microbiologie) și Ionescu- Varo (Biologie celulară). Acestea vor fi și domeniile de activitate din cariera sa științifică viitoare. Lucrarea de diplomă o susține la Prof. Makovski, cu titlul "Proteine musculare în ontogenie". Conducătorul lucrărilor experimentale este Horst. D. Schell de la Institutul de Biochimie al Academiei. 
Pașii către știința experimentală îi sunt îndrumați de unchiul său Acad. Prof.Dr. Traian Gheorghiu, șeful catedrei de Fizică Experimentală la Universitatea din București.
Vladimir F. Niculescu își începe carieră științifică în Institutul Dr. Cantacuzino în anul 1965, la vremea aceia un for internațional de renume în specialitățile Microbiologie și Parazitologie unde activează aproape 400 de cercetători și mari personalități ale științei românești, ca profesorii Ciucă, Nestorescu, Mesrobeanu și Lupașcu. E vorba de școala cantacuzinistă de știinte biomedicale creată de Profesorul Cantacuzino.  Printre cercetătorii mai tineri excelau Constantin Bona, Mircea Dumitrescu, Grigore Ghica și mulți alții. Între anii 1965-1969 Vladimir F. Niculescu se ocupă de biologia protozoarelor parazite în secția condusă de Acad. Prof. Lupașcu. Are că colegi pe Dan Steriu (Prof. Dr. Sef Catedra la Fac. de medicina din Bucuresti), Mara Proca, Sanda Hristescu și Vașila Tâcu. Ia parte la mai multe congrese internaționale din țările de democrație populară (1965-1969).

## Situația familiară
Din anul 1965 este căsătorit cu colega sa de studii Rodica Eugenia n. Bârsănescu, doctor specialist DGHM în microbiologie medicală. Soții Niculescu au ca fiică pe Mona-Sandra Niculescu căsătorită Reichel și patru nepoți. Din 1969 familia se stabilește în Germania unde îi este recunoscută originea și cetățenia germană.

## Specializări și poziții universitare
Din Septembrie 1969 Vladimir F. Niculescu lucrează ca cercetător la Universitatea din Tübingen, Germania, Departamentul de Biologie III. Are mai multe burse și poziții de asistent universitar. Pune la punct un instrumentar de cercetare al amoebelor parazite, în culturi celulare cu variații de oxigen (gradiente de oxigen). Descoperă că unicelularele cunosc diviziunile asimetrice și simetrice, ca dealtfel și fenomenul de stemness si diferențiere, până atunci considerat de a fi apărut abia la organismelor din lumea metazoarelor. Mai departe recunoaște că eucariotele primitive au linii de celule stem, ca și sublinii reproductive și sublinii somatice, cunoștințe ce îi vor servi mai târziu în studiile de biologia cancerului. În anul 1975 schimbă la Universitatea Medicală din Hanovra, unde se ocupă primordial de virusurile gripale (Influenza A și B, citomegalie, herpes și varicelă) apoi ia conducerea unei firme de diagnostic bio-medical. În anii mai recenți (2013-2018) revine la cercetări de biologie celulară și cancer, pe marginea descoperirilor făcute in tinerețe. Are numeroase studii asupra biologiei amibelor parazite (Entamoeba invadens) si biologiei cancerului. 

## Notabilitate: descoperiri și aprecieri
Vladimir F. Niculescu este un biolog celularist apreciat în cercurile de specialitate internaționale și autor în specialitatea BioMedicină la Wikipedia (Ro) unde a postat articole despre Entamoeba invadens, Celulele stem, Stemness și Originea cancerului. Este membru al portalelelor științifice ResearchGate, PubFacts, Academia-edu, Linkedin, Life Science Network și Facebook, prin care are legături  cu întreaga comunitate științifică internațională. Peste 1500 de specialiști în domeniul biologiei celulare și cancerului de la ResearchGate și Academia-edu au consultat  până în Julie 2018 publicațiile sale științifice. Meritele sale în domeniul biologiei celulare sunt: (1. ) a descoperit noi tipuri de celule stem și faptul că stemness este o calitate generală și ubiquitară, existând în absolut toate tipurile de celule eucariotice, indiferent dacă e vorba de unicelulare (protozoare) sau de multicelulare (animale, om) și că această calitate se trage de la celula ancestrală de origine comună, ce a trăit acum un miliard de ani; până de curând se credea că celulele stem (resp. calitatea de stemness) au apărut mult mai târziu și anume odată cu animalele multicelulare; (2) a descoperit analogia dintre ciclul reproductiv al protozoarelor (de la chist, la celule fiice, ce se transformă apoi fie în celule vegetative, fie în  celule reproductive, ce pot formă noi chiști) și ciclul reproductiv  al celulelor canceroase;  în cancer au fost descoperite formațiuni poliploide chistice asemănătoare (chiști reproductivi numiți PGCC), ce produc multiple celule fiice; (3) a postulat că celulă originară ce duce la cancer este o celulă împiedicată de mediul înconjurător în a-și continuă ciclul celular normal,  și deaceia continuă printr-un bypass, producând chiști reproductivi de tip PGCC; (4) susține prin aceste descoperiri în mod remarcabil teoria atavistica a cancerului, care devine din ce în ce mai actuală, având în vedere greutățile momentane ale teoriei mutaționale somatice, criticată din ce în ce mai mult de specialiști, dat fiind că mutațiile nu par a fi cauza ci doar urmările cancerului.  O recentă carte publicată la Academic Press (Elsevir) în anul 2016  "Anaerobiosis and Stemness" apreciază  lucrările omului de știință Vladimir F. Niculescu în acest domeniu.  Niculescu este unul dintre oamenii de știință care promovează internațional școala de științe biomedicale formată la vechiul Institut Dr. Cantacuzino.

## Publicații științifice recente
1. Niculescu VF (2019) aCLS cancers: genomic and epigenetic changes transform the cell of origin of cancer into a tumorigenic pathogen of unicellular organization and lifestyle. GENE (Elsevier) PMID:31647999 https://doi.org/10.1016/j.gene.2019.144174
2. Niculescu VF (2019)  Cancer stem cells and the unicellular life cycle of cancer. Novel Approache in Cancer Study 3:3 DOI: 10.31031/NACS.2019.03.000565
3. Niculescu VF (2019)  The reproductive life cycle of cancer: Hypotheses of cell of origin, TP53 drivers and stem cell conversions in the light of the atavistic cancer cell theory. Medical Hypotheses, 123: 19-23.  https://doi.org/10.1016/j.mehy.2018.12.006
4. Niculescu VF (2018). Molecular and Cell Biological Considerations in the Initiation and Development of Sporadic Non-Hereditary Solid Cancers. Journal of Cancer Genetics and Biomarkers (ISSN NO: 2572-3030) Vol-1 Issue 2 Pg. no.- 24-40. doi : 10.14302/issn.2572-3030.jcgb-18-2183
5. Niculescu VF (2018). The cancer stem cell family: atavistic origin and tumorigenic development. MOJ Tumor Res.1(2):71‒74. doi : 10.15406/mojtr.2018.01.00015
6. Niculescu VF (2018) Carcinogenesis: recent insights in protist stem cell biology lead to a better understanding of atavistic mechanisms implied in cancer development. MOJ Tumor Res 1(1): 00004. doi: 10.15406/mojtr.2018.01.00004
7. Niculescu VF (2018) A commentary to the article -  Erenpreisa J, Giuliani A, Vinogradov AE, Anatskaya OV, Vazquez-Martin A et al. (2018) Stress-induced polyploidy shifts somatic cells towards a pro-tumourogenic unicellular gene transcription network Cancer Hypotheses 1 (1): 1-20
8. Niculescu VF (2017) Development, cell line differentiation and virulence in the primitive stem-/progenitor cell lineage of Entamoeba. J Stem Cell Res Med, 2(1): 1-8 doi: 10.15761/JSCRM.1000115
9. Niculescu Vladimir F. (2017) Regulatory Mechanisms of Asymmetric/Symmetric Cell Division and Quiescence in the Primitive-/ Stem Progenitor Cell Lineage of Entamoeba. Stem Cells Regen Med. 1(2): 1-7
10. Niculescu1 VF, Salmina K, Erenpreisa J (2017) Reproductive polyploid cycles ensure cell system survival in protists and cancer cells by totipotency and stemness recovery. 21st Evolutionary Biology Meeting at Marseilles September 26th – 29th, 2017.
11. Niculescu VF (2016) Pathogenicity of Entamoeba Species Depends on Cell Line Conversion, Genome Reprogramming and Epigenetic Gene Regulation. J Cell Sci Ther 7: 245. doi:10.4172/2157-7013.1000245
12. Niculescu VF (2016) Low-oxygen environments slow down precursor cell development in the pathogen anaerobe protist Entamoeba invadens. J Stem Cell Res Med 1(1): 27-35 doi: 10.15761/JSCRM.1000104
13. Niculescu VF (2016) Developmental and Non Developmental Polyploidy in Xenic and Axenic Cultured Stem Cell Lines of Entamoeba invadens and E. histolytica. Insights Stem Cells. 2:1.
14. Niculescu VF (2015) The stem cell biology of the protist pathogen Entamoeba invadens in the context of eukaryotic stem cell evolution. Stem Cell Biol Res. 2015; 2:2. http://dx.doi.org/10.7243/2054-717X-2-2
15. Niculescu VF (2015) Axenic stress leads the minor stem cell line of Entamoeba histolytica to defective mitosis and aberrant reversible endopolyploidy. Conference: XVIII Seminar of Amebiasis, Campeche, Mexico, October 13-16, 2015 DOI: 10.13140/RG.2.1.1851.4648
16. Niculescu VF (2015) The magna-minuta/precyst classification in the light of Entamoeba invadens’ 15. stem cell biology. Researchgate.  doi: 10.13140/RG.2.1.3064.9762
17. Niculescu VF (2014) The cell system of Giardia lamblia in the light of the protist stem cell biology. Stem Cell Biol Res.1:3. http://dx.doi.org/10.7243/2054-717X-1-3
18. Niculescu VF (2014) The evolutionary history of eukaryotes: how the ancestral proto-lineage

conserved in hypoxic eukaryotes led to protist pathogenicity. Microbiol Discov. 2:4.
http://dx.doi.org/10.7243/2052-6180-2-4
1. Niculescu VF (2014) Evidence for asymmetric cell fate and hypoxia induced differentiation in the facultative pathogen protist Colpoda cucullus.Microbiol Discov. 2:3. http://dx.doi.org/10.7243/2052-6180-2-3
2. Niculescu VF (2014) On the Origin of Stemness and Ancient Cell Lineages in Single-Celled Eukaryotes. SOJ Microbiol Infect Dis  2(2): 1-3. http://dx.doi.org/10.15226/sojmid.2014.00115
3. Niculescu VF (2014) Extrinsic and intrinsic signaling control cell fate specification in the stem cell system of Entamoeba invadens. Researchgate.  doi: 10.13140/2.1.3050.0801
4. Niculescu VF (2014) The three line PST stem cell system of Entamoeba invadens as one of the earliest stem cell systems today (pre-print). Researchgate.  doi:10.13140/RG.2.1.4162.7043
5. Niculescu VF (2013) Growth of Entamoeba invadens in sediments with metabolically repressed bacteria leads to multicellularity and redefinition of the amoebic cell system. Roumanian Archives of Microbiology and Immunology 72(1):25-48 (Text parallel in l. romana)  PMID:239470
6. 1. Vladimir F. Niculescu (2020). „Is Cancer Cell Reversion to Normalcy Possible? Un Update. Nov Appro in Can Study. 5(3). NACS.000614. 2020.  DOI: 10.31031/NACS.2020.05.000614”.
7. Niculescu VF (2021). „Is an Ancient Genome Repair Mechanism the Trojan Horse of Cancer?. Nov Appro in Can Study. 5(5). NACS.000625. 2021.  DOI: 10.31031/NACS.2021.05.000625”.
8. Niculescu VF (2022). „Cancer genes and cancer stem cells in tumorigenesis: Evolutionary deep homology and controversies, Genes & Diseases  https://doi.org/10.1016/j.gendis.2022.03.010”. Legătură externa în |title= (ajutor)
9. Niculescu VF (2022). „A comment on the article Jaques et al.  "Origin and evolution of animal multicellularity in the light of phylogenomics and cancer genetics;  https://doi.org/10.1007/s12032-022-01740-w".   Journal of Medical Oncology. DOI : 10.1007/s12032-022-01868-9”. Legătură externa în |title= (ajutor)
10. Niculescu V.F. (2021). „Germline Evolution in Cancer as Explained by the Germ and Soma Theory of Dual Cell Systems. J Clin Anat Pathol, 6(1): 113. DOI:https://doi.org/10.47275/2332-4864-113”. Legătură externa în |title= (ajutor)